# Paul Morelle
Pour l’article ayant un titre homophone, voir Paul Morel.
Pour les articles homonymes, voir Morelle (homonymie).
Paul Morelle (né le 4 décembre 1917 à Villeneuve-les-Sablons dans l'Oise et mort le 24 mai 2007 à La Seyne-sur-Mer) est un écrivain et journaliste français.

## Biographie
Paul Morelle commence sa carrière de journaliste à Franc-Tireur, puis à Oran-Soir. De 1948 à 1964, il dirige le service culturel de l'ancien Libération. En 1969, il entre au quotidien Le Monde, où il fait partie de la première équipe du Monde des Livres ; il y restera jusqu'à sa retraite en 1980.
Au cours de sa carrière, Paul Morelle fut également critique dramatique et eut l'occasion de se lier d'amitié avec des personnalités du monde du théâtre comme Jean Vilar, Jean-Louis Barrault ou Gérard Philipe.
Après sa retraite, il se tourne vers la littérature, et publie, à 61 ans, un premier roman La Douceur de vivre, en 1978, suivi deux ans plus tard d'un second, L'Embusqué. Dans ces deux livres, il se retourne sur son passé et évoque les époques qu'il a connues, le Front populaire et la période de la guerre et de la Résistance. En 1984, il publie un pamphlet dans lequel il s'en prend violemment à Louis Aragon.
Paul Morelle est mort à l'âge de 89 ans.